# Карл Бйорк
Карл Бйорк (швед. Carl Björk, нар. 19 січня 2000, Умео, Швеція) — шведський футболіст, нападник данського клубу «Брондбю». На умовах оренди грає за «Норрчепінг».

## Ігрова кар'єра

### Клубна
Карл Бйорк з тринадцятирічного віку почав займатися футболом у клубі «Умео», де пройшов шлях від юнацької команди до основи. У лирні 2015 року Бйорк потрапив до заявки першої команди. Дебют його в основі відбувся лише за два роки - влітку 2016 року. Перед сезоном 2017 року футболіст перейшов до клубу Аллсвенскан «Норрчепінг». Але майже одразу відбув в оренду у клуб Супереттан «Сильвія».
У 2018 році Бйорк підписав з «Норрчепінгом» чотирирічний контракт і в наступному сезоні дебютував у першій команді. Влітку 2020 року Бйорк знову вирушив в оренду. Цього разу у клуб Суперттан «Треллеборг», де провів 12 матчів.
У січні 2022 року Бйорк приєднався до данського «Брондбю». Контракт розрахований до червня 2026 року.

### Збірна
З 2017 року Карл Бйорк провів кілька матчів у складі юнацьких збірних Швеції.